# Håndbold under sommer-OL 1972
Håndbold under sommer-OL 1972 afholdtes i München, Tyskland fra 30. august til 10. september 1972. Der deltog seksten herrehold og ingen kvindehold. Turneringen blev vundet af Jugoslavien. 

## Placeringer
| Placering | Hold            |
| --------- | --------------- |
| Guld      | Jugoslavien     |
| Sølv      | Tjekkoslovakiet |
| Bronze    | Rumænien        |
| 4.        | DDR             |
| 5.        | Sovjetunionen   |
| 6.        | Vesttyskland    |
| 7.        | Sverige         |
| 8.        | Ungarn          |
| 9.        | Norge           |
| 10.       | Polen           |
| 11.       | Japan           |
| 12.       | Island          |
| 13.       | Danmark         |
| 14.       | USA             |
| 15.       | Spanien         |
| 16.       | Tunesien        |

## Medaljevindere
| Guld | Sølv | Bronze |
| JugoslavienAbaz Arslanagić · Petar Fajfrić · Hrvoje Horvat · Milorad Karalić · Đorđe Lavrnić · Milan Lazarević · Zdravko Miljak · Slobodan Mišković · Branislav Pokrajac · Nebojša Popović · Miroslav Pribanić · Albin Vidović · Zoran Živković · Zdenko Zorko | TjekkoslovakietLadislav Beneš · František Brůna · Vladimír Haber · Vladimír Jarý · Jiří Kavan · Arnošt Klimčík · Jaroslav Konečný · František Králík · Jindřich Krepindl · Vincent Lafko · Andrej Lukošík · Pavel Mikeš · Petr Pospíšil · Ivan Satrapa · Zdeněk Škára · Jaroslav Škarvan | RumænienŞtefan Birtalan · Adrian Cosma · Marin Dan · Alexandru Dincă · Cristian Gaţu · Gheorghe Gruia · Roland Gunesch · Gabriel Kicsid · Ghiţă Licu · Cornel Penu · Valentin Samungi · Simion Schöbel · Werner Stöckl · Constantin Tudosie · Radu Voina |

## Deltagende lande
Hvert land kunne medbringe et hold med op til 16 spillere. Japan deltog med kun 12 spillere.
I alt 242(*) spillere fra 16 lande deltog under Sommer-OL 1972
- Tjekkoslovakiet (16)
- Danmark (16)
- DDR (16)
- Vesttyskland (16)
- Ungarn (15)
- Island (15)
- Japan (12)
- Norge (16)
- Polen (15)
- Rumænien (15)
- Sovjetunionen (15)
- Spanien (15)
- Sverige (16)
- Tunesien (15)
- USA (15)
- Jugoslavien (14)

(*) NOTE: Kun spillere som har deltaget i mindst en kamp er talt med.
Ikke alle reservespillere er kendte.

## Oversigt
| Placering | Land |
| --------- | --- |
| 1         | Jugoslavien (YUG) |
|           | Træner: Vlado Štencl Abaz Arslanagić (Borac Banja Luka) Petar Fajfrić (Crvenka) Hrvoje Horvat (Partizan Bjelovar) Milorad Karalić (Borac Banja Luka) Đorđe Lavrnić (Krivaja Zavidovići) Milan Lazarević (Crvena zvezda Beograd) Zdravko Miljak (Medveščak Zagreb) Slobodan Mišković (Crvenka) Branislav Pokrajac (Dinamo Pančevo) Nebojša Popović (Borac Banja Luka) Miroslav Pribanić (Partizan Bjelovar) Albin Vidović (BHSE) Zoran Živković (FAP Priboj na Limu) Zdenko Zorko (Zagreb) Reservespillere Čedomir Bugarski Dobrivoje Selec |
| 2         | Tjekkoslovakiet (TCH) |
|           | Ladislav Beneš František Brůna Vladimír Haber Vladimír Jarý Jiří Kavan Arnošt Klimčík Jaroslav Konečný František Králík Jindřich Krepindl Vincent Lafko Andrej Lukošík Pavel Mikeš Petr Pospíšil Ivan Satrapa Zdeněk Škára Jaroslav Škarvan |
| 3         | Rumænien (ROU) |
|           | Ştefan Birtalan Adrian Cosma Marin Dan Alexandru Dincă Cristian Gaţu Gheorghe Gruia Roland Gunesch Gabriel Kicsid Ghiţă Licu Cornel Penu Valentin Samungi Simion Schöbel Werner Stöckl Constantin Tudosie Radu Voina |
| 4         | DDR (GDR)Wolfgang Böhme · Reiner Frieske · Reiner Ganschow · Jürgen Hildebrand · Horst Jankhöfer · Wolfgang Lakenmacher · Klaus Langhoff · Peter Larisch · Peter Randt · Udo Röhrig · Josef Rose · Siegfried Voigt · Klaus Weiß · Rainer Würdig · Rainer Zimmermann · Harry Zörnack |
| 5         | Sovjetunionen (URS)Valeri Gassy · Vasily Ilyin · Mykhaylo Ishchenko · Yury Klimov · Valentin Kulev · Yuriy Lahutyn · Mikhail Luzenko · Vladimir Maksimov · Albert Oganezov · Aleksandr Panov · Oleksandr Rezanov · Nikolai Semenov · Anatoli Shevchenko · Ivan Usaty · Jānis Vilsons |
| 6         | Vesttyskland (FRG)Herwig Ahrendsen · Hans-Jürgen Bode · Wolfgang Braun · Peter Bucher · Jochen Feldhoff · Diethard Finkelmann · Josef Karrer · Klaus Kater · Klaus Lange · Herbert Lübking · Heiner Möller · Hans-Peter Neuhaus · Uwe Rathjen · Herbert Rogge · Herbert Wehnert · Klaus Westebbe |
| 7         | Sverige (SWE)Björn Andersson · Bo Andersson · Dan Eriksson · Lennart Eriksson · Johan Fischerström · Göran Hård af Segerstad · Bengt Johansson · Benny Johansson · Jan Jonsson · Lars Karlsson · Michael Koch · Olle Olsson · Sten Olsson · Thomas Persson · Bertil Söderberg · Frank Ström |
| 8         | Ungarn (HUN)János Adorján · Béla Bartalos · János Csík · László Harka · József Horváth · Sándor Kaló · István Marosi · Lajos Simó · János Stiller · István Szabó · László Szabó · Sándor Takács · István Varga (BHSE) · Károly Vass (Elektromos SE) · Sándor Vass (Elektromos SE)Gyula Huth |
| 9         | Norge (NOR)Træner: Thor Nohr · Per Ankre · Arnulf Bæk · Pål Bye · Pål Cappelen · Carl Graff-Wang · Inge Hansen · Torstein Hansen · Roger Hverven · Ulf Magnussen · Jan Økseter · Sten Osther · Jon Reinertsen · Geir Røse · Per Søderstrøm · Harald Tyrdal · Finn Urdal |
| 10        | Polen (POL)Zdzisław Antczak · Zbigniew Dybol · Franciszek Gąsior · Jan Gmyrek · Bogdan Kowalczyk · Zygfryd Kuchta · Andrzej Lech · Jerzy Melcer · Helmut Pniociński · Henryk Rozmiarek · Andrzej Sokołowski · Engelbert Szolc · Andrzej Szymczak · Włodzimierz Wachowicz · Robert Zawada |
| 11        | Japan (JPN)Shuji Arinaga · Katsuhiko Chikamori · Kiyotaka Hayakawa · Hiroshi Honda · Masayuki Hyokai · Nobuyuki Iida · Minoru Kino · Takezo Nakai · Toshio Niimi · Kiyoshi Noda · Kenichi Sasaki · Toshihiko Shimosato |
| 12        | Island (ISL)Axel Axelsson · Ólafur Benediktsson · Björgvin Björgvinsson · Hjalti Einarsson · Sigurður Einarsson · Birgir Finnbogason · Stefán Gunnarsson · Geir Hallsteinsson · Ólafur Jónsson · Stefán Jónsson · Jón Magnússon · Ágúst Ögmundsson · Sigurbergur Sigsteinsson · Viðar Símonarson · Gunnsteinn SkúlasonGísli Blöndal |
| 13        | Danmark (DEN)Arne Andersen · Keld Andersen · Jørgen Frandsen · Claus From · Flemming Hansen · Jørgen Heidemann · Søren Jensen · Bent Jørgensen · Kay Jørgensen · Flemming Lauritzen · Svend Lund · Tom Lund · Thor Munkager · Vagn Nielsen · Karsten Sørensen · Jørgen Vodsgaard |
| 14        | USA (USA)Træner: Peter Buehning · Richard Abrahamson · Fletcher Abram · Roger Baker · Dennis Berkholtz · Larry Caton · Vincent DiCalogero · Elmer Edes · Thomas Hardiman · Rudolph Matthews · Sandor Rivnyak · James Rogers · Richard Schlesinger · Kevin Serrapede · Robert Sparks · Joel VoelkertHarry Winkler |
| 15        | Spanien (ESP)Antonio Andreu · Miguel Ángel Cascallana · Fernando de Andrés · Javier García · Jesús Guerrero · Juan Miguel Igartua · Santos Labaca · Francisco López · Juan Antonio Medina · Juan Morera · Vicente Ortega · José Perramón · José Rochel · José Manuel Taure · José Villamarín |
| 16        | Tunesien (TUN)Ahmed Bel Hadj · Raouf Ben Samir · Moncef Besbès · Taoufik Djemail · Aleya Hamrouni · Mouir Jelili · Mohamed Jeljeli · Mohamed Khalladi · Mohamed Klai · Faouzi Ksouri · Moncef Oueslati · Faouzi Sebabti · Amor Sghaier · Abdelaziz Zaibi · Ridha Zitoun |